# Carl Friedrich Gauß
Johann Carl Friedrich Gauß (/ɡaʊs/; tiếng Đức: Gauß [ˈkaʁl ˈfʁiːdʁɪç ˈɡaʊs] ⓘ; tiếng Latinh: Carolus Fridericus Gauss; 30 tháng 4 năm 1777 – 23 tháng 2 năm 1855) là một nhà toán học và nhà khoa học người Đức tài năng, người đã có nhiều đóng góp lớn cho nhiều lĩnh vực khoa học, như lý thuyết số, giải tích, hình học vi phân, khoa trắc địa, từ học, tĩnh điện học, thiên văn học và quang học. Được mệnh danh là " vua của các nhà toán học", với ảnh hưởng sâu sắc cho sự phát triển của toán học và khoa học, Gauss được xếp ngang hàng cùng Leonhard Euler, Isaac Newton và Archimedes như là những nhà toán học vĩ đại nhất của lịch sử.

## Tiểu sử

### Đầu đời

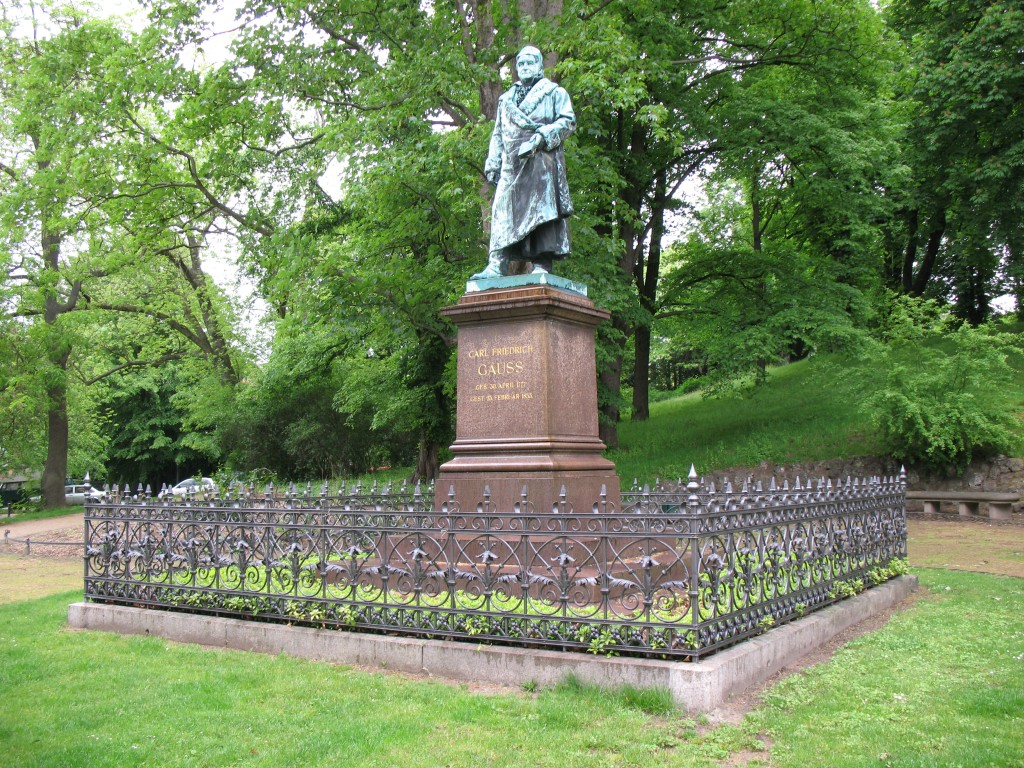
Tượng Gauss tại quê nhà Braunschweig

Johann Carl Friedrich Gauss sinh ngày 30 tháng 4 năm 1777 tại Braunschweig, Lãnh địa Braunschweig-Wolfenbüttel (nay là Niedersachsen, Đức), là con trai duy nhất của một cặp vợ chồng thuộc tầng lớp lao động nghèo trong xã hội. Mẹ của Gauss không biết chữ và không bao giờ ghi lại ngày sinh của ông, chỉ nhớ rằng Gauss được sinh ra vào thứ Tư, tám ngày trước lễ Thăng thiên (39 ngày sau lễ Phục sinh). Gauss sau đó đã giải được câu đố về ngày sinh của mình trong khi đang dò tìm ngày diễn ra lễ Phục sinh, tìm thấy các phương pháp để tính được ngày này từ cả năm trước đó và những năm sau này. Ông đã được rửa tội và cử hành lễ kiên tín trong một nhà thờ gần trường mà ông theo học khi còn nhỏ.
Gauss được coi là một thần đồng. Trong đài tưởng niệm về Gauss, Wolfgang Sartorius von Waltershausen nói rằng khi Gauss mới chỉ ba tuổi, ông đã sửa lại các phép tính mà cha mình mắc phải khi bán hàng; và khi lên bảy, ông tự tin giải một bài toán cấp số cộng nhanh hơn bất kỳ ai khác trong lớp học gồm 100 học sinh của mình. Nhiều phiên bản của câu chuyện này đã được kể lại từ thời điểm đó với nhiều chi tiết khác nhau liên quan đến chủ đề của câu chuyện là gì – thường gặp nhất là bài toán cổ điển về việc cộng tất cả các số nguyên từ 1 đến 100. Có nhiều giai thoại khác về sự tiến bộ của ông khi còn chập chững, và ông đã có những khám phá toán học đột phá đầu tiên khi còn là một thiếu niên. Ông đã hoàn thành kiệt tác của mình, Disquisitiones Arithmeticae, vào năm 1798 ở tuổi 21—dù nó không được xuất bản mãi cho đến năm 1801. Công việc này đóng vai trò là nền tảng cơ bản trong việc củng cố lý thuyết số như một môn học và đã định hình lĩnh vực này cho đến ngày nay.
Khả năng trí tuệ của Gauss đã thu hút sự chú ý của Công tước Braunschweig, người đã gửi ông đến trường Collegium Carolinum (nay là Đại học Kỹ thuật Braunschweig), mà ông theo học từ 1792 đến 1795, và tới Đại học Göttingen từ 1795 đến 1798. Khi còn ở trường đại học, Gauss đã độc lập tái khám phá một số định lý quan trọng. Bước đột phá của ông xảy ra vào năm 1796, khi ông chứng minh được rằng mọi đa giác đều với số cạnh bằng số nguyên tố Fermat (và, do đó, mọi đa giác đều với số cạnh bằng tích của các số nguyên tố Fermat khác nhau và lũy thừa của 2) đều có thể dựng được bằng compa và thước kẻ. Đây là một khám phá đóng vai trò chính trong một lĩnh vực quan trọng của toán học; các vấn đề về dựng hình đã làm đau đầu nhiều nhà toán học kể từ thời Hy Lạp cổ đại, và khám phá này cuối cùng đã khiến Gauss chọn sự nghiệp toán học thay vì bác ngữ học. Gauss đã thích thú với kết quả này đến nỗi ông đã yêu cầu khắc lên mộ mình sau này một hình thất thập giác đều, tuy nhiên, người xây mộ đã từ chối, nói rằng khó khăn về kỹ thuật sẽ khiến cho hình với số cạnh nhiều như vậy khi khắc lên về cơ bản sẽ trông giống một hình tròn.
Năm 1796 là một năm đạt nhiều thành tựu cho cả Gauss và lý thuyết số. Ngày 30 tháng 3 năm đó, ông đã phát hiện ra một cách dựng hình thất thập giác. Sau đó, ông tiếp tục nâng cấp phát triển số học module, giúp đơn giản hóa rất nhiều thao tác trong lý thuyết số. Ngày 8 tháng 4, ông trở thành người đầu tiên chứng minh thành công định luật tương hỗ bậc hai. Định luật tổng quát đáng chú ý này cho phép các nhà toán học xác định khả năng có thể giải được của bất kỳ phương trình bậc hai nào trong số học mô-đun. Định lý số nguyên tố, được tiên đoán vào ngày 31 tháng 5, cho thấy một cách hiểu thấu đáo về cách các số nguyên tố được phân bổ trong dãy số nguyên.

Ngày 10 tháng 7, Gauss cũng phát hiện ra rằng mọi số nguyên dương có thể biểu diễn dưới dạng tổng của nhiều nhất là ba số tam giác; ông đã sung sướng viết trong nhật ký của mình: 
"ΕΥΡΗΚΑ! num = {\displaystyle \Delta +\Delta '+\Delta ''}"
Ngày 1 tháng 10, ông cho xuất bản một kết quả về các nghiệm của các đa thức với hệ số trong trường vô hạn, một kết quả mà 150 năm sau đã dẫn đến phát biểu Weil.

### Những năm sau này và qua đời

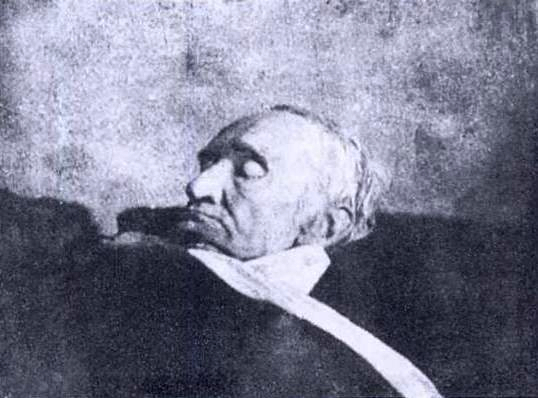
Gauss lúc hấp hối trên giường bệnh (1855)

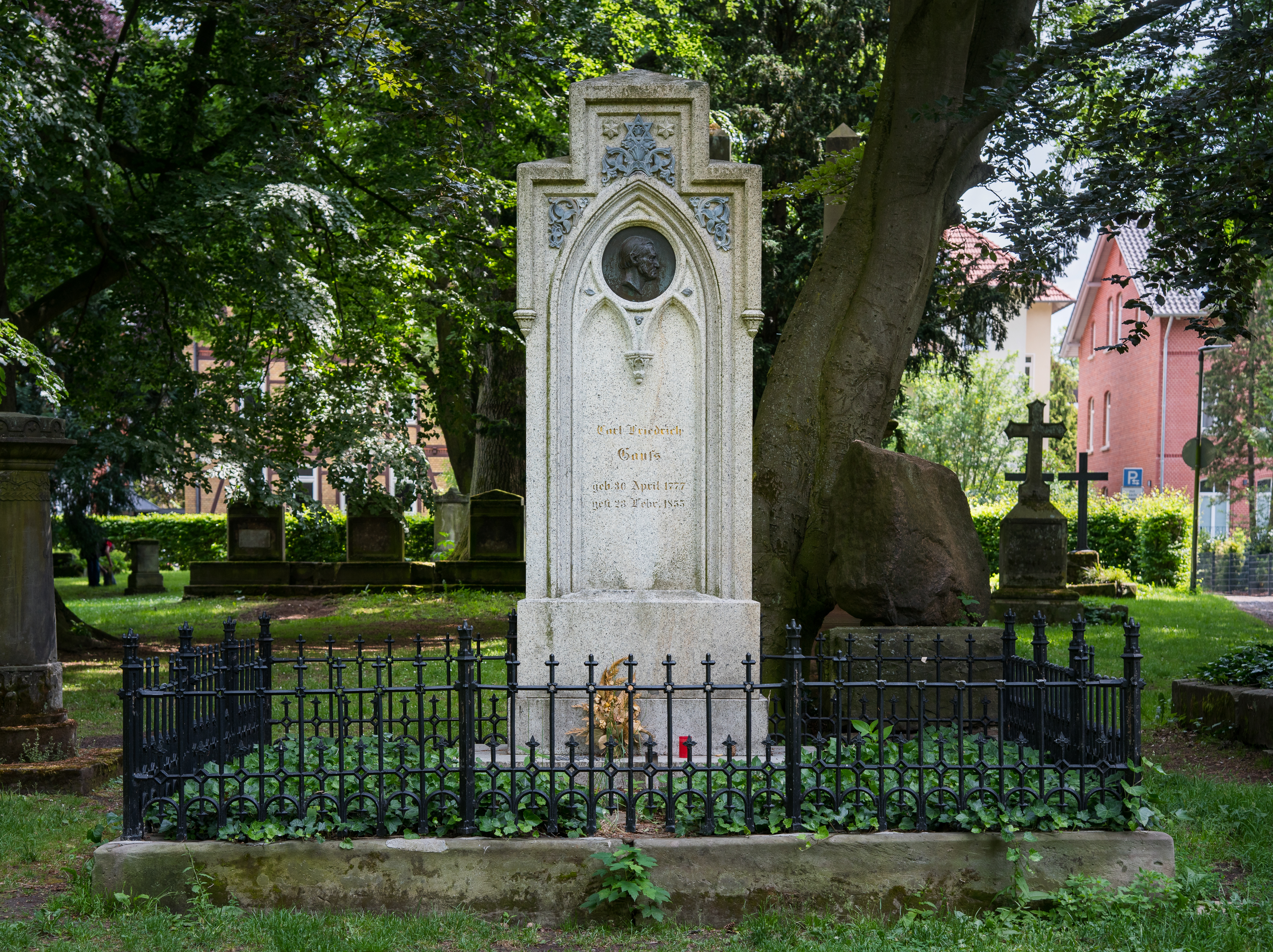
Mộ của Gauss tại Nghĩa trang Albani ở Göttingen, Đức

Gauss vẫn tỏ ra minh mẫn và linh lợi khi về già, ngay cả khi phải chống chọi với bệnh gout và cuộc sống không hạnh phúc. Tới tuổi 62, ông vẫn dành thời gian tự học tiếng Nga.
Năm 1840, Gauss công bố Dioptrische Untersuchungen, một tài liệu có ảnh hưởng lớn, trong đó ông đã đưa ra phân tích có hệ thống đầu tiên về sự hình thành của hình ảnh theo phép tính xấp xỉ bàng trục (quang học Gauss). Trong các kết quả của mình, Gauss đã chỉ ra rằng theo phép tính xấp xỉ bàng trục, một hệ thống quang học có thể được đặc trưng bởi các điểm chính của nó, và ông đã rút ra công thức thấu kính Gauss.
Năm 1845, ông trở thành thành viên liên kết của Viện Hoàng gia Hà Lan; khi viện này trở thành Viện Hàn lâm Khoa học và Nghệ thuật Hoàng gia Hà Lan vào năm 1851, ông tham gia với tư cách là thành viên nước ngoài.
Năm 1854, Gauss đã chọn chủ đề cho bài giảng khai mạc của Bernhard Riemann "Über die Hypothesen, welche der Geometrie zu Grunde liegen" (Về những giả thuyết là nền tảng của Hình học). Trên đường về nhà từ bài giảng của Riemann, Weber đã kể lại rằng Gauss dành vô vàn lời khen ngợi và phấn khích.
Ngày 23 tháng 2 năm 1855, Gauss qua đời vì một cơn đau tim ở Göttingen (sau thuộc Vương quốc Hannover, nay thuộc vùng Niedersachsen); ông được chôn cất tại Nghĩa trang Albani tại đây. Có hai người đã đọc lời điếu văn trong đám tang của ông: người con rể Heinrich Ewald, và Wolfgang Sartorius von Waltershausen, người bạn thân và là người viết tiểu sử về Gauss. Bộ não của Gauss được bảo quản và được nghiên cứu bởi Rudolf Wagner, hơi nặng hơn mức trung bình, vào khoảng 1.492 gam, và có diện tích vỏ não rộng 219.588 milimét vuông (340,362 in2). Người ta cũng tìm thấy các nếp cuộn phát triển ở mức độ cao, mà vào đầu thế kỷ 20 được đề xuất như là lời giải thích cho trí tuệ thiên tài của ông.

### Quan điểm tôn giáo
Gauss là một tín đồ Kháng Cách Luther, một thành viên của Nhà thờ Tin lành Luther St. Albans ở Göttingen. Dấu hiệu tiềm tàng cho thấy Gauss tin vào Chúa xuất phát từ phản ứng của ông sau khi giải quyết được một vấn đề trước đây đã đánh bại bản thân: "Cuối cùng, hai ngày trước, tôi đã đạt được thành công—không bởi những nỗ lực khó khăn của mình, mà nhờ ân sủng của Người." Một trong những người viết tiểu sử về ông, G. Waldo Dunnington, mô tả quan điểm tôn giáo của Gauss như sau:
Đối với ông, khoa học là phương tiện phơi bày hạt nhân bất tử của linh hồn con người. Trong những ngày tràn đầy sức mạnh, nó mang lại cho ông thú tiêu khiển và, bởi những triển vọng mà nó mở ra, đã giúp ông khuây khỏa phần nào. Đến cuối đời, nó mang lại cho ông sự tự tin. Thiên Chúa của Gauss không phải là một hình tượng siêu hình lạnh lùng và xa vời, cũng không phải là một bức tranh biếm họa bị bóp méo của thần học. Con người không được Chúa ban cho tri thức tuyệt đối để có thể kiêu ngạo cho rằng góc nhìn thiển cận của mình là ánh sáng chan chứa, và rằng không một ai khác có thể diễn giải sự thật được như cách ông làm. Đối với Gauss, không phải là người chỉ lẩm bẩm lại những tín điều mình tuân theo, mà là người sống với nó, mới là lối sống được chấp nhận. Ông tin rằng một cuộc sống được diễn ra xứng đáng tại đây, trên Trái Đất này, là sự chuẩn bị tốt nhất, duy nhất cho thiên đàng. Tôn giáo không phải là một câu hỏi của văn học, mà là của cuộc sống. Sự mặc khải của Chúa là liên tục, không chứa trong những viên đá hay cuộn giấy da thiêng liêng. Một cuốn sách được truyền cảm hứng khi bản thân nó cũng truyền cảm hứng. Ý tưởng không thể lay chuyển về sự tiếp tục của cá nhân sau khi chết, niềm tin vững chắc vào một sự điều chỉnh cuối cùng của sự vật, trong một Thiên Chúa bất diệt, công chính, toàn trí, với quyền lực vô hạn, đã hình thành nên nền tảng đời sống tôn giáo của ông, kết hợp trọn vẹn cùng nghiên cứu khoa học của ông. 
Ngoài thư từ bản thân, không có nhiều chi tiết được biết về tín ngưỡng cá nhân của Gauss. Nhiều nhà viết tiểu sử của Gauss không đồng ý với lập trường tôn giáo của ông, với Bühler và những người khác coi ông là một nhà thần luận có quan điểm rất không chính thống, trong khi Dunnington (mặc dù thừa nhận rằng Gauss không thuần túy tin theo tất cả các giáo điều Kitô giáo và rằng không thể biết được điều mà ông tin vào trên hầu hết các câu hỏi giáo lý và thú tội là gì) chỉ ra rằng, ít nhất, ông là một tín đồ Luther trên danh nghĩa.
Liên quan đến vấn đề này, có một bản ghi chép về cuộc trò chuyện giữa Rudolf Wagner và Gauss, trong đó họ đã thảo luận về cuốn sách Đa nguyên về thế giới (Of the Plurality of Worlds) của William Whewell. Trong tác phẩm này, Whewell đã loại bỏ khả năng tồn tại sự sống ở các hành tinh khác, trên cơ sở lập luận thần học, nhưng đây là một lập trường mà cả Wagner và Gauss đều không đồng ý. Sau đó Wagner giải thích rằng ông không hoàn toàn tin vào Kinh thánh, mặc dù ông thú nhận rằng bản thân "ghen tị" với những người có thể dễ dàng tin vào nó. Điều này sau đó đã khiến họ thảo luận về chủ đề đức tin, và ở một số lời nhận xét về tôn giáo khác, Gauss nói rằng ông đã bị ảnh hưởng bởi các nhà thần học như thủ tướng Paul Gerhardt - là tín đồ Luther - hơn là Moses. Những ảnh hưởng tôn giáo khác tới ông bao gồm Wilhelm Braubach, Johann Peter Süssmilch và kinh Tân Ước. Hai tác phẩm tôn giáo mà Gauss thường đọc là Seelenlehre của Braubach (Giessen, 1843) và Gottliche của Siissmilch (Ordnung gerettet A756); ông cũng dành thời gian đáng kể cho Tân Ước bằng tiếng Hy Lạp gốc.

Dunnington xây dựng thêm về quan điểm tôn giáo của Gauss:
Ý thức tôn giáo của Gauss dựa trên một khao khát chân lý vô độ và một cảm thức sâu sắc về công lý mở rộng cho trí tuệ cũng như của cải vật chất. Ông quan niệm đời sống tinh thần trong toàn vũ trụ như một hệ thống luật pháp vĩ đại được thâm nhập bởi sự thật vĩnh cửu, và từ nguồn này, ông có được niềm tin vững chắc rằng cái chết không chấm dứt tất cả.
Gauss tuyên bố ông tin tưởng vững chắc vào thế giới bên kia và xem tâm linh là một thứ gì đó cơ bản quan trọng đối với con người. Ông được trích dẫn nói rằng: "Thế giới sẽ là vô nghĩa, toàn bộ sự sáng tạo là một điều phi lý mà không có sự bất tử," và vì tuyên bố này, ông đã bị chỉ trích nặng nề bởi nhà vô thần Eugen Dühring, người đã đánh giá ông là một người mê tín hẹp hòi.
Mặc dù ông không phải là người hay đi nhà thờ, Gauss ủng hộ mạnh mẽ sự khoan dung tôn giáo, tin rằng "người ta không có lý do để làm xáo trộn niềm tin tôn giáo của người khác, trong đó họ tìm thấy niềm an ủi cho những nỗi buồn trần thế khi gặp khó khăn." Khi con trai Eugene tuyên bố rằng muốn trở thành một nhà truyền đạo Kitô giáo, Gauss chấp thuận điều này, nói rằng không kể tới các vấn đề trong các tổ chức tôn giáo, công việc truyền giáo là "một nhiệm vụ rất đáng trân trọng."

### Gia đình

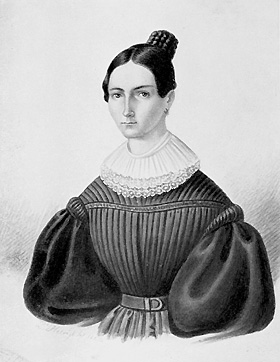
Con gái Therese (1816–1864) của Gauss

Ngày 9 tháng 10năm 1805 , Gauss kết hôn với Johanna Osthoff (1780–1809), và có hai con trai và một con gái với bà. Johanna qua đời ngày 11 tháng 10 năm 1809, và đứa con sau chót của bà, Louis, mất vào năm sau. Gauss rơi vào trầm cảm và không bao giờ có thể hồi phục hoàn toàn. Ông sau đó kết hôn với Minna Waldeck (1788–1831) vào ngày 4 tháng 8 năm 1810, và có thêm ba người con. Gauss không bao giờ còn được như xưa khi không còn người vợ đầu, và bản thân ông, giống như cha mình, bắt đầu trở nên độc đoán và gia trưởng với con cái. Minna Waldeck mất ngày 12 tháng 9 năm 1831.
Gauss có sáu người con. Với Johanna (1780–1809), các con của ông là Joseph (1806–1873), Wilhelmina (1808–1846) và Louis (1809–1810). Với Minna Waldeck, ông cũng có ba đứa con: Eugene (1811–1896), Wilhelm (1813–1879) và Therese (1816–1864). Eugene thừa hưởng tài năng của Gauss về ngôn ngữ và tính toán. Sau cái chết của người vợ thứ hai vào năm 1831, Therese tiếp quản việc gia đình và chăm sóc Gauss cho đến hết đời. Mẹ của ông sống cùng Gauss từ năm 1817 cho đến khi bà qua đời vào năm 1839.
Gauss sau này đã có xung đột với các con trai của mình. Ông không muốn bất kỳ đứa con trai nào của mình theo đuổi toán học hay khoa học vì "sợ hạ thấp tên tuổi gia đình", vì ông tin rằng không ai trong số chúng sẽ có thể vượt qua thành tích của bản thân mình. Gauss muốn Eugene trở thành một luật sư, nhưng Eugene muốn học ngôn ngữ. Họ đã có một cuộc tranh cãi về một bữa tiệc mà Eugene tổ chức, mà Gauss đã từ chối trả tiền. Người con trai bỏ đi trong sự tức giận và, vào khoảng năm 1832, di cư sang Hoa Kỳ. Khi làm việc cho Công ty Lông thú Hoa Kỳ ở Trung Tây, anh đã học ngôn ngữ Sioux. Sau đó, anh chuyển đến Missouri và trở thành một doanh nhân thành đạt. Wilhelm cũng chuyển đến Mỹ vào năm 1837 và định cư ở Missouri, bắt đầu làm nông dân và sau đó trở nên giàu có trong ngành kinh doanh giày ở St. Louis. Phải mất nhiều năm với thành công của Eugene để làm xao lãng đi danh tiếng của anh ấy giữa bạn bè và đồng nghiệp của Gauss. Xem thêm lá thư của Robert Gauss gửi cho Felix Klein vào ngày 3 tháng 9 năm 1912.

### Tính cách
Gauss là một người cầu toàn hăng hái và là một người lao động cần mẫn. Ông chưa bao giờ là một nhà văn sung sức, luôn từ chối xuất bản tác phẩm mà ông chưa coi là đã hoàn thành và còn nằm trong vòng tranh luận. Điều này phù hợp với phương châm cá nhân của ông, pauca sed matura ("ít, nhưng chín chắn"). Nhật ký cá nhân của ông chỉ ra rằng ông đã thực hiện một số khám phá toán học quan trọng trong nhiều năm hoặc nhiều thập kỷ trước khi những người đương thời của ông xuất bản chúng. Nhà toán học và nhà văn người Mỹ gốc Scotland Eric Temple Bell nói rằng nếu Gauss công bố tất cả những khám phá của ông một cách kịp thời, toán học đã có thể phát triển nhanh hơn tới năm mươi năm.
Mặc dù có nhận một vài học sinh, Gauss được nhìn nhận là không thích công việc giảng dạy. Người ta nói rằng ông chỉ tham dự một hội nghị khoa học duy nhất, đó là tại Berlin vào năm 1828. Tuy nhiên, một số sinh viên của ông đã trở thành những nhà toán học có ảnh hưởng, trong đó có Richard Dedekind và Bernhard Riemann.
Theo thư đề cử của Gauss, Friedrich Bessel đã được trao bằng tiến sĩ danh dự từ Göttingen vào tháng 3 năm 1811. Trong khoảng thời gian đó, hai người tham gia trao đổi tin tức qua thư. Tuy nhiên, khi họ gặp nhau vào năm 1825, họ đã cãi nhau; không rõ cụ thể câu chuyện.
Trước khi qua đời, Sophie Germain được Gauss đề cử nhận bằng cấp danh dự; bà đã không bao giờ nhận được nó.
Gauss thường từ chối trình bày hiểu biết trực giác đằng sau những bằng chứng rất thuyết phục của mình—ông thích chúng xuất hiện "vượt ra khỏi không gian thinh lặng" và xóa đi mọi dấu vết về cách mà ông phát hiện ra chúng. Điều này là hợp lý, nếu không thỏa mãn, đối với Gauss trong cuốn Disquisitiones Arithmeticae của ông, trong đó ông tuyên bố rằng tất cả các phân tích (nghĩa là những lời mà người ta dẫn dắt để giải được bài toán) phải bị loại bỏ vì lý do ngắn gọn.
Gauss ủng hộ chế độ quân chủ và chống lại Napoléon, người mà ông coi là một sự bùng nổ của cách mạng.

Gauss đã tóm tắt quan điểm của mình về việc mưu cầu kiến thức trong một lá thư gửi Farkas Bolyai ngày 2 tháng 9 năm 1808 như sau:
Không phải là kiến thức, mà là hành động học hỏi, không phải sở hữu mà là hành động đạt được điều đó, mang lại sự thích thú lớn nhất. Khi tôi đã khai phá sáng rõ và kiệt cùng một chủ đề, thì sau đó tôi bỏ đi tiếp, để đi vào bóng tối một lần nữa. Người đàn ông không bao giờ hài lòng luôn vô cùng kì dị; nếu anh ta đã hoàn thành một cấu trúc, thì đó không phải là để chìm đắm trong nó một cách yên ắng, mà là để bắt đầu một cấu trúc khác. Tôi tưởng tượng kẻ chinh phục thế giới phải cảm thấy như vậy, người mà sau khi một vương quốc vừa bị chinh phục, tiếp tục vươn tới những vùng đất khác.

## Sự nghiệp và thành tích

### Thời tuổi trẻ
Gauss được sinh ra tại Braunschweig, thuộc Brunswick-Lüneburg (nay là Niedersachsen, Đức), con trai duy nhất của một cặp vợ chồng thuộc tầng lớp thấp trong xã hội. Theo giai thoại kể lại, tài năng bẩm sinh của Gauss được phát hiện khi ông mới lên ba, qua việc ông sửa lại lỗi của cha trong tính toán tài chính. Một câu chuyện khác kể rằng khi ông học tiểu học, thầy giáo yêu cầu học sinh tính cộng các số nguyên từ 1 đến 100. Gauss đã trả lời đúng chỉ trong vài giây bằng một cách giải nhanh và độc đáo. Ông nhận thấy việc cộng hai số ở đầu và cuối dãy tạo ra kết quả trung gian giống nhau: 1 + 100 = 101, 2 + 99 = 101, 3 + 98 = 101, và kết quả tổng cộng là 50 × 101 = 5050. Câu chuyện này có nhiều khả năng là chuyện có thật, mặc dù bài toán mà thầy giáo của Gauss đã ra có thể khó hơn như vậy. 
Từ năm 1792 đến 1795, Gauss được nhận học bổng của Karl Wilhelm Ferdinand (công tước trong vùng) để vào trường trung học Collegium Carolinum. Từ năm 1795 đến 1798 ông học ở Đại học Göttingen. Trong trường trung học, Gauss khám phá ra một số định lý toán học quan trọng một cách độc lập; năm 1796, Gauss đã có đột phá toán học đầu tiên khi ông chứng minh rằng mọi đa giác đều với số cạnh bằng số nguyên tố Fermat (và, do đó, mọi đa giác đều với số cạnh bằng tích của các số nguyên tố Fermat khác nhau và lũy thừa của 2) đều có thể dựng được bằng compa và thước kẻ. Đây là một khám phá quan trọng trong ngành dựng hình, một bài toán đã làm đau đầu nhiều nhà toán học từ thời Hy Lạp cổ đại. Gauss đã thích thú với kết quả này đến nỗi ông đã yêu cầu khắc lên mộ mình sau này một hình thất thập giác đều. Tuy nhiên người xây mộ đã từ chối, nói rằng khó khăn kỹ thuật sẽ làm cho hình với số cạnh nhiều như vậy trông giống một hình tròn.
Năm 1796 có lẽ là năm chứng kiến nhiều phát kiến của Gauss nhất, chủ yếu cho ngành lý thuyết số. Vào 30 tháng 3 năm đó, ông tìm thấy cách dựng hình thất thập giác. Ông đã tìm ra số học modular, một khám phá giúp cho việc giải toán trong lý thuyết số được đơn giản hóa đi nhiều. Công thức nghịch đảo toàn phương của ông được tìm thấy ngày 8 tháng 4. Định luật khá tổng quát này cho phép các nhà toán học xác định khả năng giải được cho các phương trình bậc hai trong số học modula. Định lý số nguyên tố được Gauss phát biểu ngày 31 tháng 5, cho một cách hiểu thấu đáo về cách số nguyên tố được phân bố trong dãy số nguyên. Ngày 10 tháng 7, Gauss đã tìm thấy rằng bất cứ số nguyên nào cũng có thể được biểu diễn bằng tổng của tối đa là ba số tam giác; ông đã sung sướng viết trong sổ tay của mình "Heureka! num=
{\displaystyle \Delta +\Delta +\Delta }." Ngày 1 tháng 10, ông cho xuất bản một kết quả về các nghiệm của các đa thức với hệ số trong trường vô hạn, một kết quả đã dẫn đến phát biểu Weil 150 năm sau.

### Thời trung niên

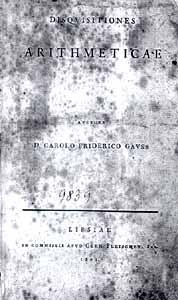
Bìa quyển sách Disquistiones Arithmeticae

Trong luận văn của ông năm 1799, Gauss đã trở thành người đầu tiên chứng minh định lý cơ bản của đại số. Định lý này nói rằng bất cứ một đa thức trên trường số phức nào cũng đều có ít nhất một nghiệm. Các nhà toán học trước Gauss mới chỉ giả thiết rằng định lý đó là đúng. Gauss đã chứng minh sự đúng đắn của định lý này một cách chặt chẽ. Trong cuộc đời của mình, ông đã viết ra tới bốn cách chứng minh hoàn toàn khác nhau cho định lý trên, làm sáng tỏ ý nghĩa của số phức.
Năm 1801, Gauss tiếp tục có nhiều cống hiến trong lý thuyết số , tổng kết lại trong quyển Disquisitiones Arithmeticae, một công trình chứa đựng miêu tả gọn gàng về số học modula và cách chứng minh thứ nhất của công thức nghịch đảo toàn phương. Cùng năm này, nhà thiên văn Ý Giuseppe Piazzi tìm thấy thiên thể Ceres, nhưng chỉ kịp thấy nó trong vài tháng. Gauss đã tiên đoán chính xác vị trí mà thiên thể này sẽ được tìm lại, và tiên đoán này được khẳng định bởi quan sát của Franz Xaver von Zach ở thị trấn Gotha vào ngày 31 tháng 12 năm 1801, và bởi Heinrich Wilhelm Matthäus Olbers ở Bremen một ngày sau đó. Zach đã ghi lại "nếu không có công trình trí tuệ và tính toán của tiến sĩ Gauss chúng ta đã có thể không tìm lại Ceres được nữa." Vào thời điểm này Gauss tuy vẫn nhận lương của Công tước, ông ngờ rằng sự dàn xếp này không được bảo đảm, mặt khác cho rằng công sức của ông đối với toán học thuần túy không xứng đáng được chu cấp như vậy. Vì thế, ông đã tìm việc trong ngành thiên văn học, vào năm 1807 được giữ cương vị Giáo sư Thiên văn và Giám đốc đài thiên văn ở ĐH Göttingen. Ông đã làm việc với chức vị này trong suốt phần còn lại của cuộc đời.
Sự khám phá ra Ceres của Giuseppe Piazzi ngày 1 tháng 1 năm 1801 đã giúp Gauss chuyển hướng nghiên cứu sang lý thuyết về chuyển động của các tiểu hành tinh, bị nhiễu loạn bởi các hành tinh lớn hơn. Các công trình của ông trong lĩnh vực này đã được xuất bản năm 1809 dưới tên Theoria motus corporum coelestium in sectionibus conicis solem ambientum (lý thuyết về chuyển động của các thiên thể trong quỹ đạo mặt cắt hình nón quanh Mặt Trời). Piazzi chỉ quan sát được Ceres trong vài tháng, khi thiên thể này di chuyển khoảng vài độ trên bầu trời. Sau đó thiên thể này chói lòa bởi ánh sáng Mặt Trời. Vài tháng sau, khi Ceres đã ló ra khỏi vùng ảnh hưởng của ánh sáng Mặt Trời, Piazzi đã không tìm thấy nó: các công cụ toán học thời đó không đủ chính xác để giúp ông tiên đoán trước vị trí thiên thể này từ các dữ liệu ít ỏi đã quan sát được – 1% của toàn bộ quỹ đạo.
Gauss, lúc đó ở tuổi 23, đã được nghe về bài toán này và lập tức giải quyết nó. Sau ba tháng làm việc miệt mài, ông đã tiên đoán vị trí của Ceres vào tháng 12 năm 1801 – khoảng 1 năm sau khi thiên thể này được nhìn thấy lần đầu – và tính toán này đã được kiểm chứng lại cho thấy sai số nhỏ hơn nửa độ. Các công trình của ông đã trở thành công cụ tính toán quan trọng cho thiên văn học thời này. Ông đã giới thiệu hằng số hấp dẫn Gauss và hoàn chỉnh phương pháp bình phương tối thiểu, một phương pháp dùng cho hầu như một ngành khoa học ngày nay khi giảm thiểu sai số đo. Gauss đã chứng minh chặt chẽ giả định về sai số theo phân bố Gauss (xem định lý Gauss-Markov). Phương pháp này đã được Adrien-Marie Legendre dùng vào năm 1805, nhưng Gauss nói ông đã dùng nó từ năm 1795.
Cuối thập niên 1810, Gauss được mời thực hiện các nghiện cứu trắc địa cho bang Hannover để liên kết với mạng lưới Đan Mạch. Gauss vui lòng chấp nhận và tham gia, đo đạc vào ban ngày và xử lý kết quả vào ban đêm, sử dụng khả năng tính toán phi thường của ông. Ông thường viết cho Heinrich Christian Schumacher, Heinrich Wilhelm Matthäus Olbers và Friedrich Bessel, nói về tiến trình đo đạc và các vấn đề. Trong cuộc điều tra trắc địa này, Gauss đã phát minh máy heliotrope (?) sử dụng hệ thống gương để phản chiếu ánh sáng Mặt Trời vào kính viễn vọng phục vụ đo đạc chính xác.
Gauss cũng đã tuyên bố khám phá ra hình học phi Euclide nhưng ông chưa bao giờ xuất bản các công trình về vấn đề này. Khám phá này đã là một cuộc cách mạng trong tư duy toán học đương thời, giải phóng các nhà toán học khỏi giả thuyết rằng các tiên đề Euclide là cách duy nhất để xây dựng hình học không tự mâu thuẫn. Các nghiên cứu về hình học này, cùng với các ý tưởng khác, đã dẫn đến lý thuyết tương đối rộng của Albert Einstein, miêu tả vũ trụ trong hình học phi Euclide. Farkas Bolyai, một bạn của Gauss, người mà Gauss đã thề làm "anh em kết nghĩa" khi còn là sinh viên, đã thử chứng minh định đề song song từ các tiên đề Euclide mà không thành công. Con trai của Bolyai, Janos Bolyai, khám phá ra hình học phi Euclide năm 1829 và xuất bản công trình này năm 1832. Sau khi nhìn thấy xuất bản của Janos Bolyai, Gauss đã viết cho Farkas Bolyai: "Nếu khen công trình này thì tức là tự khen tôi. Toàn bộ nó... trùng hoàn toàn với những gì tôi nghĩ trong suốt ba mươi đến ba mươi nhăm năm qua." Câu nói khó kiểm chứng này đã gây căng thẳng trong quan hệ với János Bolyai (người đã nghĩ rằng Gauss đã "ăn cắp" ý tưởng của ông).

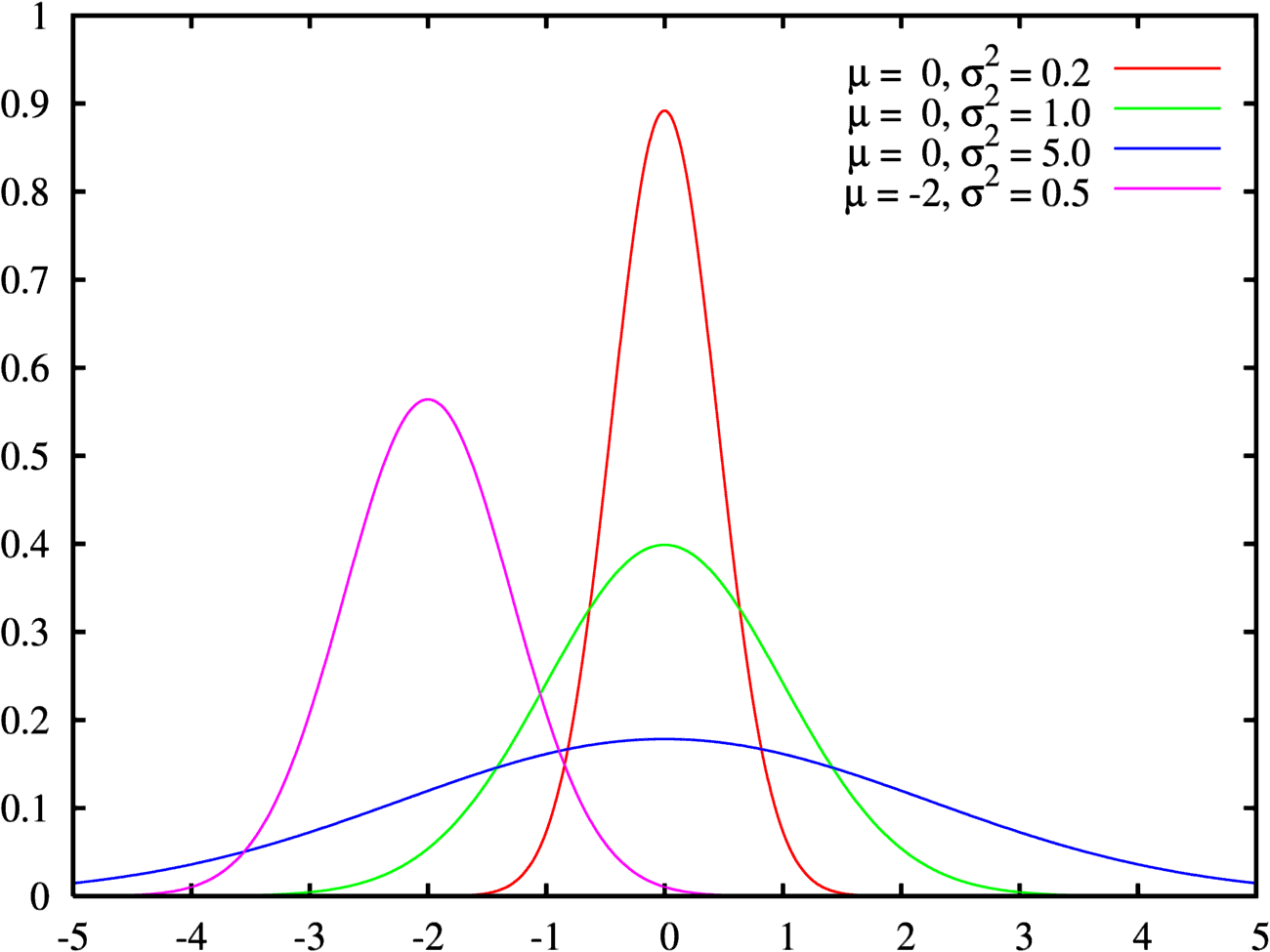
Phân bố Gauss trong thống kê

Cuộc thăm dò địa trắc ở Hannover đã dẫn Gauss đến khám phá ra phân bố Gaussian dùng trong miêu tả sai số phép đo. Nó cũng dẫn ông đến một lĩnh vực mới là hình học vi phân, một phân ngành toán học làm việc với các đường cong và bề mặt. Ông đã tìm thấy một định lý quan trọng cho ngành này, theorema egregium xây dựng một tính chất quan trọng cho khái niệm về độ cong (độ cong Gauss). Một cách nôm na, định lý nói rằng độ cong của một bề mặt có thể được đo hoàn toàn bởi góc và khoảng cách trên bề mặt đó; nghĩa là, độ cong hoàn toàn không phụ thuộc vào việc bề mặt trông như thế nào trong không gian (ba chiều) bao quanh.

### Cuối đời và sau đó
Năm 1831 Gauss đã có hợp tác hiệu quả với nhà vật lý học Wilhelm Weber; hai ông đã cho ra nhiều kết quả mới trong lĩnh vực từ học (trong đó có việc biểu diễn đơn vị từ học theo khối lượng, độ dài và thời gian) và sự khám phá ra định luật Kirchhoff trong điện học. Gauss và Weber đã lắp đặt được máy điện toán điện từ đầu tiên vào năm 1833, liên lạc thông tin từ đài thiên văn về viện vật lý ở Göttingen. Gauss đã cho xây một trạm quan sát từ học trong khu vườn của đài thiên văn và cùng Weber thành lập "câu lạc bộ từ học" (magnetischer Verein), phục vụ việc đo đạc từ trường Trái Đất tại nhiều nơi trên thế giới. Ông đã sáng chế ra một phương pháp đo thành phần nằm ngang của từ trường, một phương pháp được tiếp tục ứng dụng sau đó cho đến tận nửa đầu thế kỷ 20, và tìm ra một lý thuyết toán học cho việc định vị các nguồn từ trường trong lòng Trái Đất (tách biệt nguồn do lõi và vỏ Trái Đất với nguồn do từ quyển hành tinh này.
Gauss mất ở Göttingen, Hannover (nay thuộc Niedersachsen, Đức) năm 1855 và được chôn cất tại nghĩa trang Albanifriedhof. Bộ não của ông được bảo quản và nghiên cứu bởi Robert Heinrich Wagner; nó nặng 1.492 gam và có diện tích vỏ não rộng 219.588 xentimét vuông. Trên vỏ não cũng tìm thấy nhiều nếp cuộn, một đặc điểm được nhiều người vào đầu thế kỷ 20 cho là lời giải thích cho trí tuệ đặc biệt của ông (Dunnington, 1927). Tuy nhiên, ngày nay môn não học này được cho là giả khoa học.

## Đánh giá
Nhà toán học người Anh Henry John Stephen Smith (1826–1883) đã đưa ra đánh giá về Gauss sau đây: 
Nếu chúng ta loại trừ tên tuổi vĩ đại của Newton, có thể không có nhà toán học ở bất kỳ độ tuổi hay quốc gia nào từng vượt qua Gauss trong sự kết hợp của khả năng sản sinh dồi dào phát kiến cùng sự khắt khe tuyệt đối trong việc chứng minh, mà chính người Hy Lạp cổ đại có thể ghen tị. Điều này có vẻ nghịch lý, nhưng có lẽ đúng là chính những nỗ lực sau khi hoàn thiện một cách logic về hình thức đã khiến cho các tác phẩm của Gauss mở ra trách nhiệm cho sự tối nghĩa và khó khăn không cần thiết. Gauss đã nói hơn một lần rằng, để cho ngắn gọn, ông chỉ đưa ra sự tổng hợp và loại bỏ việc phân tích các mệnh đề của mình. Mặt khác, nếu chúng ta chuyển sang một cuốn hồi ký của Euler, có một sự duyên dáng tự do và xa xỉ về toàn bộ màn trình diễn, kể về niềm vui thầm lặng mà Euler phải đạt tới trong mỗi bước tiến công việc của mình. Đó hoàn toàn không phải là tuyên bố của Gauss đối với sự ngưỡng mộ của các nhà toán học, rằng, trong khi thâm nhập hoàn toàn với ý thức về sự rộng lớn của khoa học, ông đã khăng khăng đòi sự nghiêm ngặt tối đa trong mọi phần của nó, không bao giờ bỏ qua một khó khăn nào, như thể nó không tồn tại, và không bao giờ chấp nhận một định lý là đúng vượt quá giới hạn mà nó thực sự có thể được chứng minh.

## Giai thoại
Có một vài câu chuyện về khả năng thiên tài ngay từ khi còn nhỏ của Gauss. Theo một câu chuyện, những năng khiếu của ông trở nên rất rõ ràng khi mới ba tuổi khi ông sửa chữa, nhẩm trong đầu và không hề có lỗi tính toán, một lỗi mà cha của ông phạm phải trên giấy trong khi tính toán tài chính.
Một câu chuyện khác kể rằng ở trường tiểu học sau khi cậu bé Gauss cư xử không đúng, giáo viên của cậu, J.G. Büttner, giao cho cậu một bài toán: cộng một danh sách các số nguyên trong cấp số cộng; như câu chuyện thường được kể, đây là những con số từ 1 đến 100. Cậu bé Gauss trẻ tuổi đã tìm ra câu trả lời đúng trong vài giây, trước sự ngạc nhiên của giáo viên và trợ lý Martin Bartels.
Phương pháp được cho là của Gauss, là nhận ra rằng việc cộng các số hạng theo cặp từ đầu đối diện của danh sách cho ra các tổng trung gian giống hệt nhau: 1 + 100 = 101, 2 + 99 = 101, 3 + 98 = 101, v.v., tổng cộng là 50 × 101 = 5050. Tuy nhiên, các chi tiết của câu chuyện không chắc chắn trong phần lớn câu chuyện (xem để thảo luận về nguồn ban đầu từ Wolfgang Sartorius von Waltershausen và những thay đổi trong các phiên bản khác); một số tác giả, chẳng hạn như Joseph Rotman trong cuốn sách Một khóa học đầu tiên về Đại số trừu tượng (A first course in Abstract Algebra), đặt câu hỏi liệu điều đó có từng xảy ra chưa.
Ông gọi toán học là "nữ hoàng của khoa học" và được cho là đã từng tin tưởng vào sự cần thiết phải hiểu ngay lập tức đồng nhất thức Euler như một chuẩn mực để trở thành một nhà toán học hạng nhất.

## Ghi công
Từ 1989 đến 2001, chân dung của Gauss, một đường cong phân phối chuẩn và một số tòa nhà nổi tiếng của Göttingen được in trên tờ tiền giấy 10 mark Đức. Mặt trái tờ tiền có in loại kính lục phân yêu thích của Gauss, cùng bản đồ Hannover. Đức cũng đã phát hành ba con tem bưu chính vinh danh Gauss. Một con tem (số 725) phát hành năm 1955 nhân kỷ niệm một trăm năm ngày mất của ông; hai con khác, mang số 1246 và 1811, phát hành năm 1977, kỷ niệm 200 năm ngày sinh của ông.

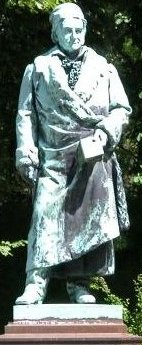
Tượng Gauss tại Braunschweig

German 10-Deutsche Mark Banknote (1993; ngừng phát hành) có in hình Gauss

Tiểu thuyết Die Vermessung der Welt năm 2005 của Daniel Kehlmann, được dịch sang tiếng Anh là Đo đạc thế giới (Measuring the World, 2006), khám phá cuộc sống và công việc của Gauss qua lăng kính tiểu thuyết lịch sử, đối chiếu chúng với nhà thám hiểm người Đức Alexander von Humboldt. Một phiên bản phim của đạo diễn Detlev Buck đã được phát hành vào năm 2012.
Vào năm 2007, một bức tượng chân dung của Gauss đã được đặt trong đền Walhalla.
Nhiều sự vật được đặt theo tên của Gauss, bao gồm:
- Phân phối chuẩn, còn được gọi là phân phối Gauss, đường cong hình chuông phổ biến nhất trong thống kê
- Giải thưởng Carl Friedrich Gauss, một trong những giải thưởng cao quý nhất trong toán học
- gauss, đơn vị CGS cho từ trường

Năm 1929, nhà toán học người Ba Lan Marian Rejewski, người đã giúp giải được thuật toán của bộ máy mật mã Enigma vào tháng 12 năm 1932, bắt đầu nghiên cứu thống kê bảo hiểm tại Göttingen. Theo yêu cầu của giáo sư Đại học Poznań, Zdzisław Krygowski, khi đến Göttingen, Rejewski đã đặt hoa trên mộ của Gauss.
Ngày 30 tháng 4 năm 2018, Google đã vinh danh Gauss trong sinh nhật lần thứ 241 của mình với một Google Doodle được trưng bày ở Châu Âu, Nga, Israel, Nhật Bản, Đài Loan, một phần của Nam và Trung Mỹ và Hoa Kỳ.
Carl Friedrich Gauss, người cũng đã giới thiệu cái gọi là logarit Gauss, đôi khi bị nhầm lẫn với Friedrich Gustav Gauss (1829–1915), một nhà địa chất người Đức, người cũng đã xuất bản một số bảng logarit nổi tiếng được sử dụng vào đầu những năm 1980.

## Tác phẩm
- 1799: Luận án tiến sĩ về định lý cơ bản của đại số, với tiêu đề: Demonstratio nova theorematis omnem functionem algebraicam rationalem integram unius variabilis in factores reales primi vel secundi gradus resolvi posse ("Bằng chứng mới của định lý rằng mọi hàm đại số tích phân của một biến có thể được giải thành các thừa số thực (nghĩa là đa thức) bậc nhất hoặc bậc hai")
- 1801: Disquisitiones Arithmeticae (tiếng Latin). Bản dịch tiếng Đức của H. Maser Untersuchungen über höhere Arithmetik (Disquisitiones Arithmeticae & các bài viết khác về lý thuyết số) (tái bản lần hai). New York: Chelsea. 1965. ISBN 978-0-8284-0191-3., pp. 1–453. Bản dịch tiếng Anh của Arthur A. Clarke Disquisitiones Arithmeticae (tái bản, chỉnh lý lần hai). New York: Springer. 1986. ISBN 978-0-387-96254-2..
- 1808: "Theorematis arithmetici demonstratio nova". Göttingen: Commentationes Societatis Regiae Scientiarum Gottingensis. 16. {{Chú thích tạp chí}}: Chú thích magazine cần |magazine= (trợ giúp). Bản dịch tiếng Đức của H. Maser Untersuchungen über höhere Arithmetik (Disquisitiones Arithmeticae & các bài viết khác về lý thuyết số) (tái bản lần hai). New York: Chelsea. 1965. ISBN 978-0-8284-0191-3., pp. 457–462 [Giới thiệu bổ đề Gauss, sử dụng nó trong chứng minh thứ ba về luật tương hỗ bậc hai]
- 1809: Theoria Motus Corporum Coelestium in sectionibus conicis solem ambientium (Theorie der Bewegung der Himmelskörper, die die Sonne in Kegelschnitten umkreisen), Lý thuyết về chuyển động của các thiên thể di chuyển về mặt trời trong các mặt cắt hình nón (bản dịch tiếng Anh của C.H. Davis), tái bản năm 1963, Dover, New York.
- 1811: "Summatio serierun quarundam singularium". Göttingen: Commentationes Societatis Regiae Scientiarum Gottingensis. {{Chú thích tạp chí}}: Chú thích magazine cần |magazine= (trợ giúp). Bản dịch tiếng Đức của H. Maser Untersuchungen über höhere Arithmetik (Disquisitiones Arithmeticae & các bài viết khác về lý thuyết số) (tái bản lần hai). New York: Chelsea. 1965. ISBN 978-0-8284-0191-3., pp. 463–495 [Xác định dấu hiệu của tổng Gauss bậc hai, sử dụng giá trị này để đưa ra chứng minh thứ tư về luật tương hỗ bậc hai]
- 1812: Disquisitiones Generales Circa Seriem Infinitam {\displaystyle 1+{\frac {\alpha \beta }{\gamma .1}}+{\mbox{etc.}}}
- 1818: "Theorematis fundamentallis in doctrina de residuis quadraticis demonstrationes et amplicationes novae". Göttingen: Commentationes Societatis Regiae Scientiarum Gottingensis. {{Chú thích tạp chí}}: Chú thích magazine cần |magazine= (trợ giúp). Bản dịch tiếng Đức của H. Maser Untersuchungen über höhere Arithmetik (Disquisitiones Arithmeticae & các bài viết khác về lý thuyết số) (tái bản lần hai). New York: Chelsea. 1965. ISBN 978-0-8284-0191-3., pp. 496–510 [Chứng minh thứ năm và thứ sáu về luật tương hỗ bậc hai]
- 1821, 1823 và 1826: Theoria combinationis observationum erroribus minimis obnoxiae. Drei Abhandlungen betreffend die Wahrscheinlichkeitsrechnung als Grundlage des Gauß'schen Fehlerfortpflanzungsgesetzes. (Ba bài tiểu luận liên quan đến việc tính toán xác suất là cơ sở của định luật truyền lỗi Gauss) Bản dịch tiếng Anh của G.W. Stewart, 1987, Society for Industrial Mathematics.
- 1827: Disquisitiones generales circa superficies curvas, Commentationes Societatis Regiae Scientiarum Gottingesis Recentiores. Volume VI, pp. 99–146. "General Investigations of Curved Surfaces" (xuất bản 1965) Raven Press, New York, dịch bởi J.C.Morehead và A.M.Hiltebeitel
- 1828: "Theoria residuorum biquadraticorum, Commentatio prima". Göttingen: Commentationes Societatis Regiae Scientiarum Gottingensis. 6. {{Chú thích tạp chí}}: Chú thích magazine cần |magazine= (trợ giúp). Bản dịch tiếng Đức của H. Maser
- 1828: Untersuchungen über höhere Arithmetik (Disquisitiones Arithmeticae & các bài viết khác về lý thuyết số) (tái bản lần hai). New York: Chelsea. 1965. tr. 511–533. ISBN 978-0-8284-0191-3. [Lập luận cơ bản về thặng dư trùng phương, chứng minh một trong những phụ lục của luật tương hỗ trùng phương (đặc tính trùng phương của 2)]
- 1832: "Theoria residuorum biquadraticorum, Commentatio secunda". Göttingen: Commentationes Societatis Regiae Scientiarum Gottingensis. 7. {{Chú thích tạp chí}}: Chú thích magazine cần |magazine= (trợ giúp). Bản dịch tiếng Đức của H. Maser Untersuchungen über höhere Arithmetik (Disquisitiones Arithmeticae & các bài viết khác về lý thuyết số) (tái bản lần hai). New York: Chelsea. 1965. ISBN 978-0-8284-0191-3., pp. 534–586 [Giới thiệu các số nguyên Gauss, các trạng thái (không có chứng minh) định luật tương hỗ trùng phương, chứng minh luật bổ sung cho 1 + i]
- "Intensitas vis magneticae terrestris ad mensuram absolutam revocata". Commentationes Societatis Regiae Scientiarum Gottingensis Recentiores. Quyển 8. 1832. tr. 3–44. Bản dịch tiếng Anh
- 1843/44: Untersuchungen über Gegenstände der Höheren Geodäsie. Erste Abhandlung, Abhandlungen der Königlichen Gesellschaft der Wissenschaften in Göttingen. Zweiter Band, pp. 3–46
- 1846/47: Untersuchungen über Gegenstände der Höheren Geodäsie. Zweite Abhandlung, Abhandlungen der Königlichen Gesellschaft der Wissenschaften in Göttingen. Dritter Band, pp. 3–44
- Mathematisches Tagebuch 1796–1814, Ostwaldts Klassiker, Verlag Harri Deutsch 2005, mit Anmerkungen von Neumamn, ISBN 978-3-8171-3402-1 (Bản dịch tiếng Anh với chú thích của Jeremy Gray: Expositiones Math. 1984)

### Trích dẫn
1. ↑  Dudenredaktion; Kleiner, Stefan; Knöbl, Ralf (2015) [First published 1962]. Das Aussprachewörterbuch [The Pronunciation Dictionary] (bằng tiếng Đức) (ấn bản thứ 7). Berlin: Dudenverlag. tr. 246, 381, 391. ISBN 978-3-411-04067-4.
2. ↑  Krech, Eva-Maria; Stock, Eberhard; Hirschfeld, Ursula; Anders, Lutz Christian (2009). Deutsches Aussprachewörterbuch [German Pronunciation Dictionary] (bằng tiếng Đức). Berlin: Walter de Gruyter. tr. 402, 520, 529. ISBN 978-3-11-018202-6.
3. ↑  "Gauss, Carl Friedrich". Encyclopedia.com. Truy cập ngày 17 tháng 9 năm 2018.
4. 1 2 3 4  Dunnington, Waldo (1927). "The Sesquicentennial of the Birth of Gauss". Scientific Monthly. Quyển 24 số 5. tr. 402–414. Bibcode:1927SciMo..24..402D. JSTOR 7912. Bản gốc lưu trữ ngày 26 tháng 2 năm 2008. Cũng có sẵn tại "The Sesquicentennial of the Birth of Gauss". Truy cập ngày 23 tháng 2 năm 2014. Bài viết tiểu sử toàn diện.
5. 1 2  "Carl Friedrich Gauss". Wichita State University. Bản gốc lưu trữ ngày 19 tháng 2 năm 2016. Truy cập ngày 29 tháng 4 năm 2020.
6. ↑  "Mind Over Mathematics: How Gauss Determined The Date of His Birth". american_almanac.tripod.com.
7. ↑  Susan Chamberless (ngày 11 tháng 3 năm 2000). "Letter:WORTHINGTON, Helen to Carl F. Gauss – ngày 26 tháng 7 năm 1911". Susan D. Chambless. Bản gốc lưu trữ ngày 23 tháng 1 năm 2023. Truy cập ngày 14 tháng 9 năm 2011.
8. ↑  Waltershausen, Wolfgang Sartorius von (1856), Gauss zum Gedächtniss (bằng tiếng Đức), S. Hirzel, tr. 12
9. 1 2 3  Bruno, Leonard C. (2003) [1999]. Math and mathematicians: the history of math discoveries around the world. Baker, Lawrence W. Detroit, Mich.: U X L. tr. 178. ISBN 978-0-7876-3813-9. OCLC 41497065.
10. ↑  "Gauss, Carl Friedrich (1777–1855)." (2014). In The Hutchinson Dictionary of scientific biography. Abington, United Kingdom: Helicon.
11. 1 2  Hayes, Brian (2006). "Gauss's Day of Reckoning". American Scientist. Quyển 94 số 3. tr. 200. doi:10.1511/2006.59.200. Lưu trữ bản gốc ngày 12 tháng 1 năm 2012. Truy cập ngày 30 tháng 10 năm 2012.
12. 1 2 3  Bruno, Leonard C. (2003) [1999]. Math and mathematicians: the history of math discoveries around the world. Baker, Lawrence W. Detroit, Mich.: U X L. tr. 179. ISBN 978-0-7876-3813-9. OCLC 41497065.
13. ↑  Bruno, Leonard C. (2003) [1999]. Math and mathematicians: the history of math discoveries around the world. Baker, Lawrence W. Detroit, Mich.: U X L. tr. 178–9. ISBN 978-0-7876-3813-9. OCLC 41497065.
14. ↑  O'Connor, John J.; Robertson, Edmund F., "Carl Friedrich Gauß", Bộ lưu trữ lịch sử toán học MacTutor, Đại học St. Andrews
15. ↑  Pappas, Theoni, Mathematical Snippets, 2008, p. 42.
16. ↑  Carl Friedrich Gauss §§365–366 in Disquisitiones Arithmeticae. Leipzig, Germany, 1801. New Haven, CT: Yale University Press, 1965.
17. 1 2 3  Stigler, Stephen M. (1981). "Gauss and the Invention of Least Squares". The Annals of Statistics. 9 (3): 465–474. doi:10.1214/aos/1176345451. ISSN 0090-5364. JSTOR 2240811.
18. ↑  Bühler, Walter Kaufmann (1987). Gauss: a biographical study. Springer-Verlag. tr. 144–145. ISBN 978-0-387-10662-5.
19. ↑  Hecht, Eugene (1987). Optics. Addison Wesley. tr. 134. ISBN 978-0-201-11609-0.
20. ↑  Bass, Michael; DeCusatis, Casimer; Enoch, Jay; Lakshminarayanan, Vasudevan (2009). Handbook of Optics. McGraw Hill Professional. tr. 17.7. ISBN 978-0-07-149889-0.
21. ↑  Ostdiek, Vern J.; Bord, Donald J. (2007). Inquiry into Physics. Cengage Learning. tr. 381. ISBN 978-0-495-11943-2.
22. ↑  "C.F. Gauss (1797–1855)". Royal Netherlands Academy of Arts and Sciences. Truy cập ngày 19 tháng 7 năm 2015.
23. ↑  Monastyrsky, Michael (1987). Riemann, Topology, and Physics. Birkhäuser. tr. 21–22. ISBN 978-0-8176-3262-5.
24. ↑  Bühler, Walter Kaufmann (1987). Gauss: a biographical study. Springer-Verlag. tr. 154. ISBN 978-0-387-10662-5.
25. ↑  Tài liệu tham khảo từ năm 1891 này (Donaldson, Henry H. (1891). "Anatomical Observations on the Brain and Several Sense-Organs of the Blind Deaf-Mute, Laura Dewey Bridgman". The American Journal of Psychology. Quyển 4 số 2. tr. 248–294. doi:10.2307/1411270. hdl:2027/nnc2.ark:/13960/t0dv2767v. JSTOR 1411270.) nói: "Gauss, 1492 grm. 957 grm. 219588. sq. mm."; tức đơn vị là milimet vuông. Trong tài liệu tham khảo sau này: Dunnington (1927), đơn vị được báo cáo sai là centimet vuông, cho số đo diện tích lớn bất hợp lý; như vậy tài liệu tham khảo năm 1891 đáng tin cậy hơn.
26. ↑  Bardi, Jason (2008). The Fifth Postulate: How Unraveling A Two Thousand Year Old Mystery Unraveled the Universe. John Wiley & Sons, Inc. tr. 189. ISBN 978-0-470-46736-7.
27. 1 2  Dunnington 2004, tr. 300.
28. ↑  "WikiQuotes". WikiQuotes.
29. ↑  Dunnington 2004, tr. 298–301.
30. 1 2  Bühler, Walter Kaufmann (1987). Gauss: a biographical study. Springer-Verlag. tr. 153. ISBN 978-0-387-10662-5.
31. ↑  Gerhard Falk (1995). American Judaism in Transition: The Secularization of a Religious Community. University Press of America. tr. 121. ISBN 978-0-7618-0016-3. Gauss nói với người bạn Rudolf Wagner, giáo sư sinh học tại Đại học Gottingen, rằng ông không hoàn toàn tin vào Kinh thánh, nhưng ông đã suy ngẫm rất nhiều về tương lai của linh hồn con người và suy đoán về khả năng linh hồn được tái sinh ở hành tinh khác. Rõ ràng, Gauss là một nhà thần luận với rất nhiều sự hoài nghi liên quan đến tôn giáo, nhưng kết hợp rất nhiều mối quan tâm triết học trong các Câu hỏi lớn, đó là sự bất tử của linh hồn, thế giới bên kia và ý nghĩa của sự tồn tại của con người.
32. ↑  Bühler, Walter Kaufmann (1987). Gauss: a biographical study. Springer-Verlag. tr. 152. ISBN 978-0-387-10662-5. Liên quan chặt chẽ đến quan điểm chính trị và xã hội của Gauss là niềm tin tôn giáo của ông. Mặc dù có niềm tin tôn giáo. Mặc dù có nguồn gốc mạnh mẽ trong Khai sáng, Gauss không phải là người vô thần, mà là một người theo lý thần luận với những niềm tin rất không chính thống, không chính thống ngay cả khi được xem xét chống lại những thuyết phục rất tự do của nhà thờ Tin lành đương thời.
33. ↑  Dunnington 2004, tr. 356: "Tôi phải thú nhận rằng những nhà thần học và tác giả bài hát thời xưa như Paul Gerhard luôn tạo ấn tượng lớn với tôi; một bài hát của Paul Gerhard luôn phát huy sức mạnh tuyệt vời đối với tôi, ví dụ như, Moses, chống lại ai với tư cách là người của Chúa, tôi có đủ loại."
34. ↑  Dunnington 2004, tr. 305.
35. ↑  Morris Kline (1982). Mathematics: The Loss of Certainty. Oxford University Press. tr. 73. ISBN 978-0-19-503085-3.
36. ↑  Dunnington 2004, tr. 357.
37. ↑  Dunnington 2004, tr. 359.
38. ↑  "Gauss, Carl Friedrich". Complete Dictionary of Scientific Biography. 2008. Truy cập ngày 29 tháng 7 năm 2012. Trong sự trái ngược bề ngoài, quan điểm tôn giáo và triết học của ông nghiêng về phía những đối thủ chính trị của ông. Ông là một người tin tưởng không khoan nhượng vào ưu tiên của Chủ nghĩa kinh nghiệm trong khoa học. Ông không tuân thủ quan điểm của Kant, Hegel và các nhà triết học duy tâm khác thời đó. Ông không phải là một người theo Giáo hội và giữ quan điểm tôn giáo cho bản thân mình. Đạo đức và sự tiến bộ của kiến thức khoa học là những nguyên tắc mà ông công khai thừa nhận.
39. ↑  Dunnington 2004, tr. 311.
40. 1 2 3 4 5 6 7  "Person:GAUSS, Carl Friedrich (1777–1855) – Gauss's Children". gausschildren.org (bằng tiếng Anh). Truy cập ngày 10 tháng 12 năm 2017.
41. 1 2 3 4 5 6  Bruno, Leonard C. (2003) [1999]. Math and mathematicians: the history of math discoveries around the world. Baker, Lawrence W. Detroit, Mich.: U X L. tr. 180. ISBN 978-0-7876-3813-9. OCLC 41497065.
42. ↑  "Johanna Elizabeth Osthoff 1780–1809 – Ancestry". www.ancestry.com (bằng tiếng Anh). Truy cập ngày 10 tháng 12 năm 2017.
43. 1 2  "Letter: Charles Henry Gauss to Florian Cajori – ngày 21 tháng 12 năm 1898". Susan D. Chambless. ngày 11 tháng 3 năm 2000. Truy cập ngày 14 tháng 9 năm 2011.
44. ↑  Bell, E.T. (2009). "Ch. 14: The Prince of Mathematicians: Gauss". Men of Mathematics: The Lives and Achievements of the Great Mathematicians from Zeno to Poincaré. New York: Simon and Schuster. tr. 218–269. ISBN 978-0-671-46400-4.
45. ↑  Bessel chưa từng học đại học.
46. ↑  Helmut Koch, Introduction to Classical Mathematics I: From the Quadratic Reciprocity Law to the Uniformization Theorem, Springer, p. 90.
47. ↑  Oscar Sheynin, History of Statistics, Berlin: NG Verlag Berlin, 2012, p. 88.
48. ↑  Mackinnon, Nick (1990). "Sophie Germain, or, Was Gauss a feminist?". The Mathematical Gazette 74 (470): 346–351, esp. p. 347.
49. ↑  Dunnington 2004, tr. 416.
50. ↑  H.J.S Smith,Presidential Address, Proceedings of the London Math. Soc. VIII, 18.
51. ↑  Quoted in Waltershausen, Wolfgang Sartorius von (1856, repr. 1965). Gauss zum Gedächtniss. Sändig Reprint Verlag H. R. Wohlwend. ISBN 3-253-01702-8
52. ↑  Derbyshire, John (2003). Prime Obsession: Bernhard Riemann and the Greatest Unsolved Problem in Mathematics. Washington, DC: Joseph Henry Press. tr. 202. ISBN 978-0-309-08549-6. first-class mathematician.
53. ↑  "DM banknotes". Deutsche Bundesbank. Truy cập ngày 2 tháng 5 năm 2020.
54. ↑  baharuka (ngày 25 tháng 10 năm 2012). "Die Vermessung der Welt (2012) – Internet Movie Database". Internet Movie Database.
55. ↑  "Bayerisches Staatsministerium für Wissenschaft, Forschung und Kunst: Startseite" (PDF). Stmwfk.bayern.de. Bản gốc (PDF) lưu trữ ngày 25 tháng 3 năm 2009. Truy cập ngày 19 tháng 7 năm 2009.
56. ↑  Władysław Kozaczuk, Enigma: How the German Machine Cipher Was Broken, and How It Was Read by the Allies in World War Two, Frederick, Maryland, University Publications of America, 1984, p. 7, note 6.
57. ↑  "Johann Carl Friedrich Gauß's 241st Birthday". www.google.com (bằng tiếng Anh). Truy cập ngày 30 tháng 4 năm 2018.
58. ↑  Kühn, Klaus (2008). "C.F. Gauß und die Logarithmen" (PDF) (bằng tiếng Đức). Alling-Biburg, Germany. Lưu trữ (PDF) bản gốc ngày 14 tháng 7 năm 2018. Truy cập ngày 14 tháng 7 năm 2018.